# Kajsa Thoor
Kajsa Augusta Thoor, född 2 juni 1971 i Vantörs församling i Stockholm, död 2 januari 2023 i Fosie distrikt i Malmö, var en svensk TV-programledare.
Thoor var 1994–1995 programledare för TV-programmen Äntligen måndag och Egäntligen måndag tillsammans med Peter Settman och Fredde Granberg. År 1997 ledde hon barnprogrammet Kaskelott. År 1996 och 1997 var hon resereporter i dokumentärserien Thoors öga. År 1998 medverkade hon i På spåret tillsammans med Adde Malmberg  samt satt i panelen i ett avsnitt av Hon & Han tillsammans med Jan Bylund och David Batra. År 1999 medverkade hon i Prat i kvadrat, för att året därefter arbeta som programledare på, den då av Helsingborgs Dagblad drivna, radiokanalen Radio Stella.
I början av 2000-talet lämnade Thoor medievärlden. Hon var utbildad undersköterska och började studera på Komvux med planer på vidare studier.
Kajsa Thoor avled i januari 2023 på sjukhus efter en lägenhetsbrand i Malmö. Hon är gravsatt i minneslunden på Skogskyrkogården i Stockholm.